# Walter de Cantilupe
Pour les articles homonymes, voir Cantilupe.
Walter de Cantilupe (1195-1266) était évêque de Worcester. Il est le fils de William de Cantilupe.

## Jeunesse et carrière
Walter de Cantilupe provenait d'une famille qui s'était socialement élevée en offrant un service dévoué à la couronne. Son père, William de Cantilupe, et son frère aîné William II de Cantilupe faisaient partie, selon Roger de Wendover, des « mauvais conseillers » du roi Jean d'Angleterre. Ce qualificatif leur a été donné apparemment pour la seule raison qu'ils étaient constamment fidèles à un maître impopulaire,.
Cantilupe a d'abord suivi les traces de son père en entrant au service de l'Échiquier. Il a été juge itinérant durant les premières années du règne d'Henri III,.
Walter de Cantilupe prit également des ordres religieux et, en 1236, même s'il n'était pas encore diacre, il reçut le Diocèse de Worcester. Il est élu le 30 août 1236 et sacré le 3 mai 1237. Il est ordonné diacre le 4 avril 1237 et prêtre le 18 avril 1237.

## Évêque
En tant qu'évêque, Walter de Cantilupe s'est joint au parti de la réforme ecclésiastique, dirigé par Edmund Rich et Robert Grosseteste. Comme ses dirigeants, il était profondément divisé entre sa croyance théorique en la papauté, en tant qu'institution divine, et sa condamnation instinctive de la politique du pape Grégoire IX et du pape Innocent IV face à l'Église anglaise. Initialement une figure privilégiée à la cour, Cantilupe finit par considérer que les troubles de l'époque provenaient de l'alliance contraire à l'éthique entre la couronne et la papauté.
En 1240, Cantilupe dirigea l'important synode de Worcester, faisant avancer de nombreuses réformes pour l'église.
Cantilupe éleva la voix contre les demandes monétaires papales. Après la mort de Grosseteste en 1253, il devint le principal porte-parole du clergé nationaliste. Au parlement d'Oxford en 1258, il fut élu par le parti populaire comme l'un de leurs représentants sur le  « comité des vingt-quatre ». Ce comité entreprit de réformer l'administration. À partir de ce moment, jusqu'au déclenchement de la guerre civile, il fut un homme de marque dans les conseils du parti baronnial.
Pendant la guerre, il s'est rangé du côté de Simon de Montfort, 6e comte de Leicester. Avec l'aide de son neveu, Thomas de Cantilupe, chancelier de l'Université d'Oxford, il a amené l'université du côté populaire.
Walter de Cantilupe était présent à la bataille de Lewes (pendant la Seconde Guerre des Barons) le 12 mai 1264. Il bénit les Montfortains avant qu'ils ne rejoignent la bataille avec l'armée du roi. Il a diverti de Montfort la nuit précédant la déroute finale et la défaite de la bataille d'Evesham.
Pendant le règne de Simon de Montfort, Cantilupe n'est apparu que comme une influence médiatrice; dans le triumvirat d'électeurs qui contrôlait l'administration, le clergé était représenté par l'évêque de Chichester.

## Mort et héritage
Cantilupe est décédé le 12 février 1266. Il était respecté de tous les partis. Il n'était pas aussi versatile et n'avait pas une volonté aussi forte que Grosseteste mais il méritait l'admiration par son moral inspiré. Il est un des rares constitutionnalistes de son temps qu'il soit impossible d'accuser de motifs intéressés.